# Staza za bosonogo pješačenje
Staza za bosonogo pješačenje ili Park za bosonoge je staza na kojoj se može doživjeti kroz bosonogo hodanje određene osjete i s tim povezano opuštanje. 
Takve aktivnosti u slobodno vrijeme služe u svrhu promicanja zdravlja i fizičkih sposobnosti (ne samo za djecu), kako bi se potaknuo interes za prirodu ili za stvaranje atrakcija za turizam.
Staza mora biti dobro prilagođena za bosonogo hodanje na jedan ili više kilometara, i nuditi osjetilni doživljaj različitih materijala po kojim se hoda. Tako će se prenijeti osjećaj drveta, kamena, treseta, glina, blata i vode koje stvara poseban čar. Djeluje pozitivno na koncentraciju, jačanje mišićno-koštanog sustava i ojačanje imunološkog sustava.

## Vanjske poveznice
- Barfusspark.info